# 伸張 (作用素論)
数学の作用素論において、あるヒルベルト空間 H 上の作用素 T の伸張（しんちょう、英: dilation）とは、より大きなヒルベルト空間 K 上の作用素で、H の上への直交射影と合成される H への制限が T に等しいもののことを言う。
より正式に、T をあるヒルベルト空間上 H の有界作用素とし、H はより大きなヒルベルト空間  H'  の部分空間とする。このとき、 H'  上のある有界作用素 V が T の伸張であるとは、
{\displaystyle P_{H}\;V|_{H}=T}
が成立することを言う。ここで {\displaystyle P_{H}} は H 上の射影である。
このような V はユニタリ（あるいは正規または等長）であるとき、ユニタリ伸張（あるいはそれぞれ、正規伸張または等長伸張）であると言われる。T は V の圧縮と呼ばれる。作用素 T がスペクトル集合 {\displaystyle X} を持つとき、もし V が T の正規伸張で {\displaystyle \sigma (V)\in \partial X} であるなら、そのような V は正規有界伸張（normal boundary dilation）あるいは正規 {\displaystyle \partial X} 伸張と呼ばれる。
いくつかの文脈ではさらなる付加条件も課される。すなわち、伸張は次の性質も満たす必要があるとされる。
{\displaystyle P_{H}\;f(V)|_{H}=f(T).}
ここで f(T) はある特定の汎関数計算（例えば、多項式あるいは H∞ 計算）である。伸張の有用性は、T に関する対象を V のレヴェルまで「押し上げる」点にある。そのような押し上げられた対象はより良い性質を持つ場合がある。例えば、可換押し上げ定理を参照されたい。

## 応用
ヒルベルト空間上のすべての縮小写像にはユニタリ伸張が存在する。この伸張は次のようなものである。縮小写像 T に対し、作用素
{\displaystyle D_{T}=(I-T^{*}T)^{\frac {1}{2}}}
は正となる。ここで平方根を定義するために連続汎関数計算が使われる。作用素 DT は T の欠陥作用素（defect operator）と呼ばれる。V を
{\displaystyle H\oplus H}
上で定義される、次のような作用素（行列）とする。
{\displaystyle V={\begin{bmatrix}T&D_{T^{*}}\\\ D_{T}&-T^{*}\end{bmatrix}}.}
V は明らかに T の伸張である。また T(I - T*T) = (I - TT*)T は
{\displaystyle TD_{T}=D_{T^{*}}T}
を意味する。これを使うことで、直接的な計算により、V はユニタリであり、したがって T のユニタリ伸張であることが示される。この作用素 V はしばしば T のジュリア作用素（Julia operator）と呼ばれる。
T が実スカラー {\displaystyle T=\cos \theta } であるとき、
{\displaystyle V={\begin{bmatrix}\cos \theta &\sin \theta \\\ \sin \theta &-\cos \theta \end{bmatrix}}}
が得られるが、これは θ による回転を表すユニタリ行列に他ならない。このため、ジュリア作用素 V(T) はしばしば T の初等回転（elementary rotation）と呼ばれる。
ここで上述の議論では、伸張に対する計算の性質は要求されていなかったことに注意されたい。実際、直接的な計算により、ジュリア作用素は一般に「次数 2」伸張となるとは限らない、すなわち
{\displaystyle T^{2}=P_{H}\;V^{2}|_{H}}
が成立するとは限らないことに注意されたい。しかし、任意の縮小は、上述の計算の性質を備えるユニタリ伸張を持つことが示される。これはナジーの伸張定理と呼ばれるものである。より一般に、{\displaystyle {\mathcal {R}}(X)} がディリクレ環であるなら、{\displaystyle X} を特殊な集合として持つ任意の作用素 T は、この性質を備える正規 {\displaystyle \partial X} 伸張を持つ。これはナジーの伸張定理を、すべての縮小写像が単位円盤を特殊な集合として持つように一般化するものである。